# Robin Kelly

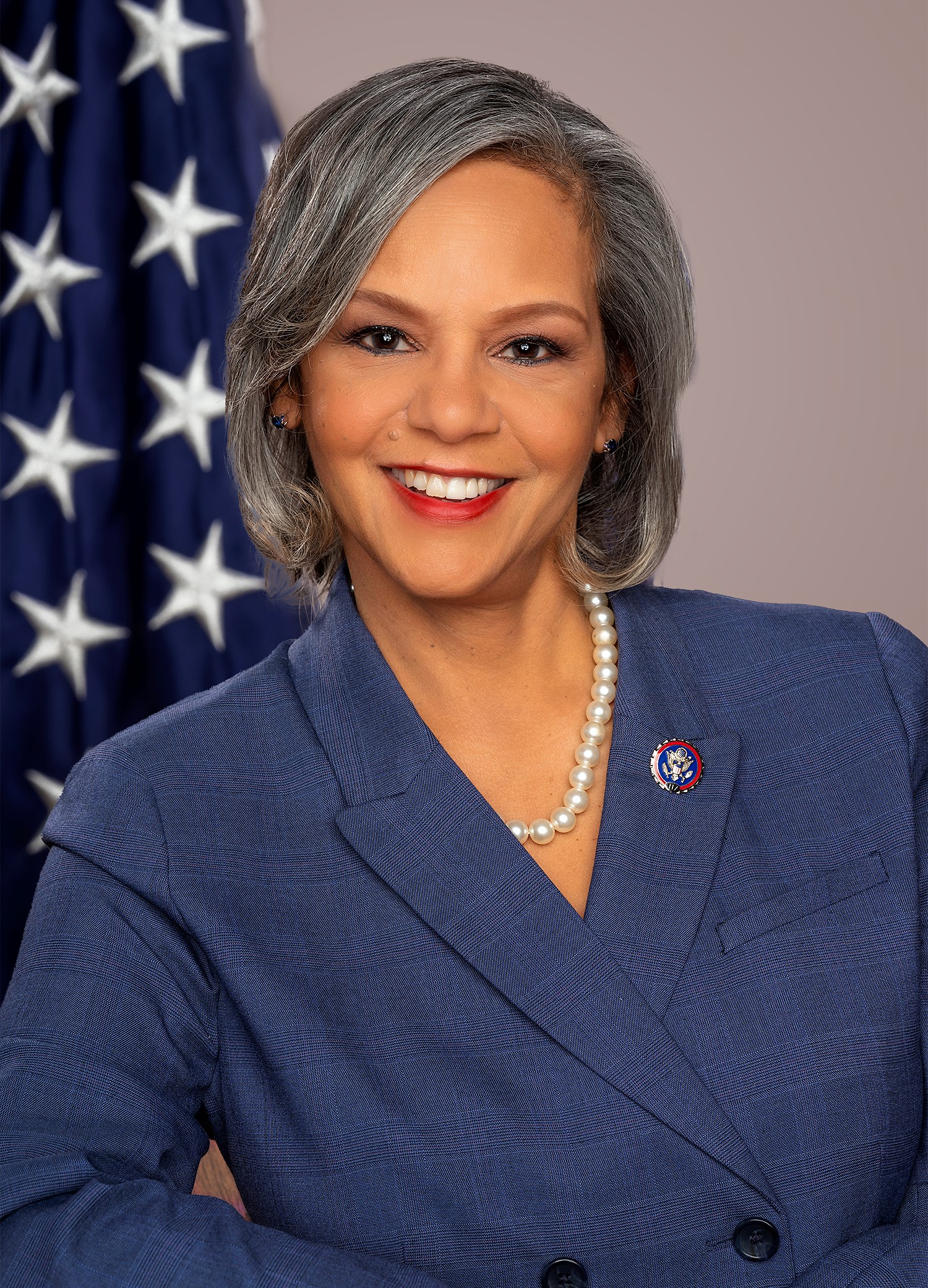
Robin Kelly (2021)

Robin Lynne Kelly (* 30. April 1956 in New York City, New York) ist eine US-amerikanische Politikerin der Demokratischen Partei. Seit April 2013 vertritt sie den zweiten Distrikt des Bundesstaats Illinois im US-Repräsentantenhaus.

## Werdegang
Robin Kelly besuchte bis 1982 die Bradley University in Peoria, wo sie den Bachelor of Arts in Psychologie sowie den Master of Arts in Counseling (psychologische Beratung) erlangte. Im Jahr 2004 studierte sie noch an der Northern Illinois University in DeKalb Politikwissenschaften, welches sie mit dem Ph.D. (Doctor of Philosophy) abschloss. Sie arbeitete zunächst als Krankenschwester in einem Krankenhaus in Peoria und dann als Leiterin der Notaufnahme (Director of the Crisis Nursery). Außerdem bekleidete sie in den 1980er Jahren weitere Stellen im medizinischen Dienst.
Robin Kelly ist verheiratet mit Nathaniel Horn und hat zwei gemeinsame Kinder, das Paar lebt privat in Matteson (Illinois).

## Politik

### Staat Illinois
Politisch schloss sie sich der Demokratischen Partei an. Zwischen 1992 und 2006 leitete sie die Öffentlichkeitsabteilung der Stadt Matteson. Von 2002 bis 2007 saß sie als Abgeordnete im Repräsentantenhaus von Illinois, wo sie Mitglied in sieben Ausschüssen war. Zwischen 2007 und 2010 leitete sie den Stab des Finanzministers (State Treasurer) von Illinois, Alexi Giannoulias. Im Jahr 2010 kandidierte sie selbst für das Amt des Finanzministers, verlor aber gegen den Republikaner Dan Rutherford. Danach war sie als CAO bei der Verwaltung im Cook County tätig.

### Bundespolitik
Nach dem Rücktritt des Abgeordneten Jesse Jackson Jr., der Wahlkampfgelder veruntreut hatte, wurde Kelly bei der fälligen Nachwahl für den zweiten Sitz von Illinois als dessen Nachfolgerin in das US-Repräsentantenhaus in Washington, D.C. gewählt, wo sie am 9. April 2013 ihr neues Mandat antrat. Die reguläre Wahl 2014 konnte sie mit über 78 % gewinnen. Die Wahlen 2016 bis 2024 konnte sie ebenfalls deutlich gewinnen. Nach insgesamt techs Wiederwahlen kann sie ihr Amt bis heute ausüben. Ihre aktuelle Legislaturperiode im Repräsentantenhaus des 119. Kongresses läuft noch bis zum 3. Januar 2027.

#### Ausschüsse
Kelly ist aktuell Mitglied in folgenden Ausschüssen des Repräsentantenhauses:
- Committee on Energy and Commerce
  - Communications and Technology
  - Consumer Protection and Commerce
  - Health

Außerdem ist sie Mitglied im Congressional Black Caucus sowie in über einem Dutzend weiterer Caucuses.